# Honda Yasuto
Honda Yasuto (sinh ngày 25 tháng 6 năm 1969) là một cầu thủ bóng đá người Nhật Bản.

## Đội tuyển bóng đá quốc gia Nhật Bản
Honda Yasuto thi đấu cho đội tuyển bóng đá quốc gia Nhật Bản từ năm 1995 đến 1997.

## Thống kê sự nghiệp
| Đội tuyển bóng đá Nhật Bản | Đội tuyển bóng đá Nhật Bản | Đội tuyển bóng đá Nhật Bản |
| Năm                        | Trận                       | Bàn                        |
| -------------------------- | -------------------------- | -------------------------- |
| 1995                       | 2                          | 0                          |
| 1996                       | 13                         | 0                          |
| 1997                       | 14                         | 1                          |
| Tổng cộng                  | 29                         | 1                          |